# Ippolita Trivulzio
Ippolita Trivulzio (Milano, 1600 – Monaco, 20 giugno 1638) è stata principessa consorte di Monaco dal 1616 fino alla sua morte, come moglie di Onorato II.
Fu la prima moglie di un sovrano monegasco titolata come principessa e non come signora.

## Biografia
Ippolita nacque nel 1600 a Milano, unica femmina tra i quattro figli di Carlo Emanuele Teodoro Trivulzio e di Caterina Gonzaga. Venne educata in convento dalle suore.
Il 13 o il 20 febbraio del 1616 sposò presso la basilica di Santo Stefano Maggiore Onorato II di Monaco.
Morì nel 1638 dopo una lunga malattia. Il funerale si svolse nella chiesa di San Nicola a Monaco, ma per ordine del marito vennero celebrati riti funebri anche nei territori di Campagna, Canosa e Terlizzi.

## Discendenza
Ippolita Trivulzio e Onorato II di Monaco hanno avuto un figlio:
- Ercole, marchese di Baux (1623-1651), con la moglie Aurelia Spinola ebbe sette figli.

## Ascendenza
|                                                  |                                                |                                                 | Genitori                                    |  |  | Nonni |  |  | Bisnonni                                   |  |  | Trisnonni                |  |
|                                                  |                                                |                                                 |                                             |  |  |       |  |  | Gerolamo Teodoro Trivulzio, Conte di Melzo |  |  | Giovanni Fermo Trivulzio |  |
|                                                  |                                                |                                                 |                                             |  |  |       |  |  | Gerolamo Teodoro Trivulzio, Conte di Melzo |  |  | Giovanni Fermo Trivulzio |  |
|                                                  |                                                | Margherita Valperga                             |                                             |  |  |       |  |  | Gerolamo Teodoro Trivulzio, Conte di Melzo |  |  |                          |  |
| Giovanni Giacomo Trivulzio, Conte di Melzo       |                                                |                                                 |                                             |  |  |       |  |  | Gerolamo Teodoro Trivulzio, Conte di Melzo |  |  |                          |  |
|                                                  |                                                | Antonia Barbiano di Belgioioso                  | Carlo Barbiano, Conte di Belgioioso         |  |  |       |  |  |                                            |  |  |                          |  |
|                                                  |                                                | Antonia Barbiano di Belgioioso                  | Carlo Barbiano, Conte di Belgioioso         |  |  |       |  |  |                                            |  |  |                          |  |
|                                                  |                                                | Antonia Barbiano di Belgioioso                  | Caterina Visconti di Saliceto               |  |  |       |  |  |                                            |  |  |                          |  |
| Carlo Emanuele Teodoro Trivulzio, Conte di Melzo |                                                | Antonia Barbiano di Belgioioso                  |                                             |  |  |       |  |  |                                            |  |  |                          |  |
|                                                  |                                                | Pietro Antonio Marliani, Conte di Busto Arsizio | Paolo Marliani                              |  |  |       |  |  |                                            |  |  |                          |  |
|                                                  |                                                | Pietro Antonio Marliani, Conte di Busto Arsizio | Paolo Marliani                              |  |  |       |  |  |                                            |  |  |                          |  |
|                                                  |                                                | Pietro Antonio Marliani, Conte di Busto Arsizio | Ippolita Landriani                          |  |  |       |  |  |                                            |  |  |                          |  |
| Ottavia Marliani                                 |                                                | Pietro Antonio Marliani, Conte di Busto Arsizio |                                             |  |  |       |  |  |                                            |  |  |                          |  |
|                                                  |                                                | Cornelia Rajnoldi                               | Giovanni Giacomo Rajnoldi                   |  |  |       |  |  |                                            |  |  |                          |  |
|                                                  |                                                | Cornelia Rajnoldi                               | Giovanni Giacomo Rajnoldi                   |  |  |       |  |  |                                            |  |  |                          |  |
|                                                  |                                                | Cornelia Rajnoldi                               | Elena Ghillia                               |  |  |       |  |  |                                            |  |  |                          |  |
| Ippolita Trivulzio                               |                                                | Cornelia Rajnoldi                               |                                             |  |  |       |  |  |                                            |  |  |                          |  |
|                                                  | Aloisio Gonzaga, I Marchese di Castel Goffredo | Rodolfo Gonzaga, Signore di Castiglione         |                                             |  |  |       |  |  |                                            |  |  |                          |  |
|                                                  | Aloisio Gonzaga, I Marchese di Castel Goffredo | Rodolfo Gonzaga, Signore di Castiglione         |                                             |  |  |       |  |  |                                            |  |  |                          |  |
|                                                  | Aloisio Gonzaga, I Marchese di Castel Goffredo | Caterina Pico della Mirandola                   |                                             |  |  |       |  |  |                                            |  |  |                          |  |
| Alfonso Gonzaga, II Marchese di Castel Goffredo  | Aloisio Gonzaga, I Marchese di Castel Goffredo |                                                 |                                             |  |  |       |  |  |                                            |  |  |                          |  |
|                                                  |                                                | Caterina Anguissola                             | Gian Giacomo Anguissola, Conte di Piacenza  |  |  |       |  |  |                                            |  |  |                          |  |
|                                                  |                                                | Caterina Anguissola                             | Gian Giacomo Anguissola, Conte di Piacenza  |  |  |       |  |  |                                            |  |  |                          |  |
|                                                  |                                                | Caterina Anguissola                             | Angela Tedeschi                             |  |  |       |  |  |                                            |  |  |                          |  |
| Caterina Gonzaga                                 |                                                | Caterina Anguissola                             |                                             |  |  |       |  |  |                                            |  |  |                          |  |
|                                                  |                                                | Cesare Maggi, Conte Maggi                       | Bartolomeo Maggi                            |  |  |       |  |  |                                            |  |  |                          |  |
|                                                  |                                                | Cesare Maggi, Conte Maggi                       | Bartolomeo Maggi                            |  |  |       |  |  |                                            |  |  |                          |  |
|                                                  |                                                | Cesare Maggi, Conte Maggi                       | Francesca Bagarotta                         |  |  |       |  |  |                                            |  |  |                          |  |
| Ippolita Maggi                                   |                                                | Cesare Maggi, Conte Maggi                       |                                             |  |  |       |  |  |                                            |  |  |                          |  |
|                                                  |                                                | Bianca dal Verme                                | Marcantonio Dal Verme, Conte di Sanguinetto |  |  |       |  |  |                                            |  |  |                          |  |
|                                                  |                                                | Bianca dal Verme                                | Marcantonio Dal Verme, Conte di Sanguinetto |  |  |       |  |  |                                            |  |  |                          |  |
|                                                  |                                                | Bianca dal Verme                                | Ippolita Visconti Borromeo                  |  |  |       |  |  |                                            |  |  |                          |  |
|                                                  |                                                | Bianca dal Verme                                |                                             |  |  |       |  |  |                                            |  |  |                          |  |